# Мурдоярви (озеро, Ребольское сельское поселение, южное)
Мурдоярви — озеро на территории Ребольского сельского поселения Муезерского района Республики Карелия.

## Общие сведения
Площадь озера — 1,7 км², площадь бассейна — 15,7 км². Располагается на высоте 161,0 метров над уровнем моря.
Форма озера лопастная, продолговатая, вытянуто с северо-запада на юго-восток. Берега озера каменисто-песчаные, местами заболоченные.
Протокой, вытекающий с запада озера, соединяется с озером Тулос.
С юго-востока в озеро втекает ручей, вытекающий из безымянных заболоченных ламбин.
Населённые пункты возле озера отсутствуют. Ближайший — посёлок Кимоваара — расположен в 22 км к северу от озера.
Озеро расположено в 13 км от Российско-финляндской границы.
Код водного объекта в государственном водном реестре — 01050000111102000011103.